# Stepas Garbačiauskas
Steponas Garbačiauskas (né le 17 avril 1900 à Riga à l'époque dans l'Empire russe et aujourd'hui en Lettonie, et mort le 3 août 1983 à Zurich en Suisse) est un joueur de football international lituanien, qui évoluait au poste d'attaquant.
Il est l'un des pionniers du sport lituanien, étant également athlète.
Il est également journaliste sportif, ainsi que diplomate.

## Biographie

### Carrière dans le football

#### Carrière en sélection
Stepas Garbačiauskas reçoit six sélections en équipe de Lituanie, sans inscrire de but, entre 1923 et 1926.
Il joue son premier match en équipe nationale le 24 juin 1923, en amical contre l'Estonie (défaite 0-5 à Kaunas). Il reçoit sa dernière sélection le 13 juin 1926, en amical contre cette même équipe (défaite 3-1 à Tallinn).
Il participe avec l'équipe de Lituanie aux Jeux olympiques de 1924. Lors du tournoi olympique organisé à Paris, il joue un match contre la Suisse, avec pour résultat une lourde défaite (9-0) au Stade Pershing.
À trois reprises, il est capitaine de la sélection lituanienne (une fois en 1923, et deux fois en 1924).

### Vie extra-sportive
Il est enterré au cimetière de Petrašiūnai à Kaunas, avec sa femme Elena Kubiliūnaitė (également sportive et femme politique).

## Palmarès
| LFLS Kaunas - Championnat de Lituanie (3) : - Champion : 1922 et 1924. |  | Kovas Kaunas - Championnat de Lituanie (3) : - Champion : 1925 et 1926. |